# Siddharameshwar Maharaj
Siddharameshwar Maharaj (Pathri, Août 1888 - Mumbai, Novembre 1936) est un guru indien de la doctrine de l'Advaita Vedānta, ou non-dualité. Il fut le maître de Nisargadatta Maharaj et de Shri Ranjit Maharaj.

## Biographie

### Enfance et adolescence
Shri Samartha Siddharameshwar Maharaj est né à Pathri, un petit village du district de Sholapur dans le Maharashtra en Inde, au mois d'Août 1888. Contemporain de Shri Ramana Maharshi et de  Sai Baba de Shirdi, il était âgé de 6 ans lorsque sa grand-mère fit un rêve durant lequel le grand Saint Siddheshwar apparut devant elle et déclara que le jeune Siddharameshwar Maharaj était son incarnation; Siddheshwar lui demanda en conséquence d'appeler le jeune garçon Siddheshwar et prédit qu'il deviendrait un jour un grand Saint. Dès lors, il fut appelé Siddharamappa, puis, plus tard Siddharameshwar Maharaj.
Dès son enfance, Siddharameshwar Maharaj montra des qualités exceptionnelles: il était d'une bonté profonde, très joyeux, d'une remarquable droiture sous tous ses traits de caractère, et avait une faculté de comprendre très rapidement les choses. Après être resté sur les bancs de l'école pendant quelques années, il préféra prendre un travail de comptable dès l'âge de 16 ans, dans une entreprise Marwadi à Bijapur. 

### Rencontre avec son maître
C'est dans cette ville qu'il rencontra celui qui allait devenir son Maître spirituel, Shri Bhausaheb Maharaj, qui lui transmit l'initiation de la lignée des neuf Navnath, la Navnath Sampradaya. Shri Bhausaheb Maharaj avait construit, dans un endroit appelé Inchgiri (giri : montagne) dans le Karnataka un ashram qui était entré en fonction en 1885. Bhausaheb Maharaj, un très grand saint ayant atteint le degré Suprême de la réalisation durant sa vie était en conséquence jivan-mukta; en sa fonction de Maître spirituel (guru), il enseignait la méthode du "chemin de la fourmi", ou  Pipilika Marg, basée sur une pratique approfondie de la méditation par récitation du Mantra. Bhausaheb Maharaj avait initié de nombreux indiens à cette voie, quelle que soit leur religion d'adoption, Hindous (de diverses tendances) ou Musulmans.

### Enseignant
En 1914, après la disparition de son Maître Bhausaheb Maharaj, Shri Samartha Siddharameshwar Maharaj développa une pratique très approfondie de la récitation du Mantra. Selon ses propres mots, il n'avait pas d'autre praxis possible puisque c'était la "voie de la fourmi" qui lui avait été transmise par son Maître, un chemin long et difficile. En 1918, il rejoignit quatre de ses co-disciples pour enseigner la voie de Bhausaheb Maharaj. En 1920, il se sépara de ses co-disciples et retourna à Bijapur, où il entra en méditation ininterrompue pendant neuf mois. Ayant atteint le degré suprême de jivan-mukta, il proposa une voie de réalisation plus directe, appelée "le chemin de l'oiseau": alors que la fourmi marche petit à petit selon un processus long et difficile, l'oiseau vole directement à son but: tel est le sens de cette voie de réalisation suprême qu'il enseigna à ses disciples. Une telle voie directe est tout à fait exceptionnelle dans la spiritualité indienne, elle confère à Siddharameshwar Maharaj une place suprême des grands Maîtres de l'Advaïta Vedanta.
Son enseignement oral, repris par la suite et publié sous forme de livres par certains de ses disciples qui prenaient des notes, est caractérisé par un mode d'expression très direct. Il parcourut divers villages de l'Inde pour initier des disciples et faisait fréquemment des visites à Bombay pour rencontrer certains de ses disciples. La puissance de son enseignement et de sa méthode d'initiation  est attestée par le nombre élevé de ses disciples qui ont obtenu la Délivrance finale (Moksha). Il quitte ce monde à l'âge de 48 ans, en Novembre 1936, en ayant laissé une lignée de disciples, dont  Shri Nisargadatta Maharaj et  Shri Ranjit Maharaj.
La vie de Siddharameshwar Maharaj est ponctuée de nombreuses anecdotes collectées par ses disciples. Parmi celles-ci, l'une d'elles mentionne une femme qui était allée chercher l'initiation chez  Sai Baba de Shirdi. Celui-ci l'enjoignit à aller rencontrer Siddharameshwar Maharaj. Lorsqu'elle le rencontra la première fois, dans une réunion publique,  Siddharameshwar Maharaj s'exprima: "Ah, voici une disciple que m'envoie Sai Baba !" avant même qu'elle put se présenter et dire qu'elle était envoyée par Sai baba.

## Œuvres
- L’ultime accomplissement (traduction Laurence Le Doaré), Éd. Éoliennes, 2023  (ISBN 9782376720553)

- Paroles immortelles (traduit de l'anglais, présenté et annoté par Pierre Bonnasse), Éd. Les Deux Océans, 2019  (ISBN 9782866812256)

- Embrasser l'immortalité: Méthode pratique pour se libérer du faux (traduction Laurence Le Doaré), éd. Les Deux Océans, 2007.  (ISBN 9782866811549)

- La clef de la réalisation de soi, Éd. Les Deux Océans, 1996  (ISBN 9782866810641)